# Le Vignon-en-Quercy
Le Vignon-en-Quercy – gmina we Francji, w regionie Oksytania, w departamencie Lot. W 2013 roku liczba ludności wynosiła 1077 mieszkańców. 
Gmina została utworzona 1 stycznia 2019 roku z połączenia dwóch ówczesnych gmin: Cazillac oraz Les Quatre-Routes-du-Lot. Siedzibą gminy została miejscowość Les Quatre-Routes-du-Lot. 